# Llannerch-y-medd
Llannerch-y-medd är en community i Storbritannien. Den ligger på ön Anglesey i kommunen Isle of Anglesey och riksdelen Wales, i den sydvästra delen av landet, 300 km nordväst om huvudstaden London.